# Disparalona acutirostris
Disparalona acutirostris är en kräftdjursart som först beskrevs av Birge 1879.  Disparalona acutirostris ingår i släktet Disparalona och familjen Chydoridae. Inga underarter finns listade i Catalogue of Life.